# Crosskirk
Crosskirk is een dorp ongeveer acht kilometer ten westen van Thurso in de Schotse lieutenancy Caithness in het raadsgebied Highland.
In Crosskirk ligt St Mary's Chapel een twaalfde-eeuwse kapel.
De rivier Forss Water mondt hier uit in de Atlantische Oceaan.